# سبيدج (طعام)

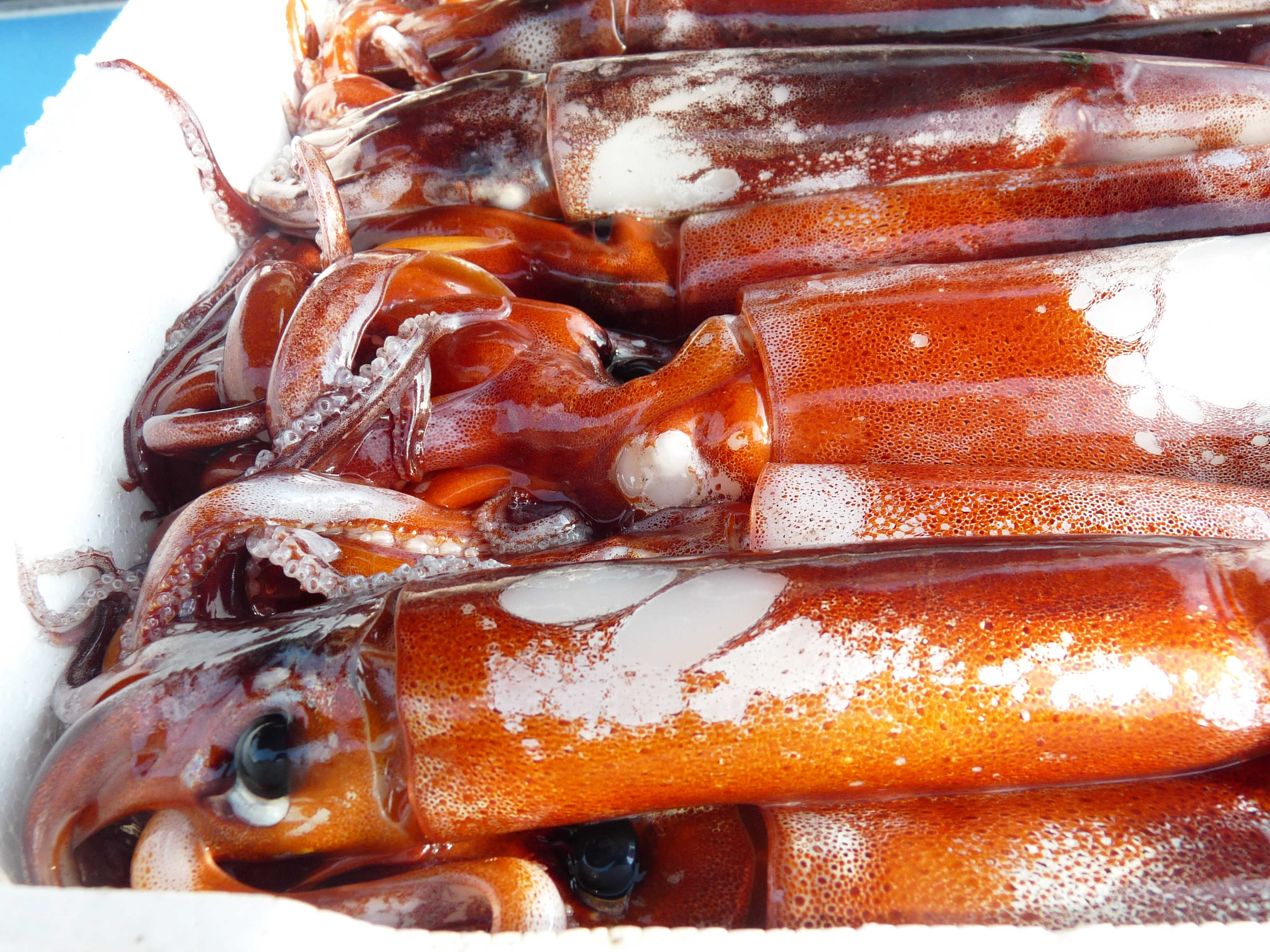
سبيدج

سبيدج هو طعام شهير في الكثير من بقاع الأرض. في الكثير من لغات حوض البحر المتوسط يشير سبيدج إلى الكلمة الإيطالية الكلماري التي أصبحت تستخدم بالإنجليزية كإسم في فنون الطهي للإشارة إلى الأطباق التي تحتوي على سبيدج خاصة الكلماري المقلي.